# Salomon Voigt
Salomon Voigt (* 4. Juni 1588 in Glashütte (Sachsen); † 30. Dezember 1655 in Dresden) war ein kurfürstlich-sächsischer Beamter, Dresdner Ratsherr und Bürgermeister der Stadt.

## Leben
Salomon Voigt stammte aus der erzgebirgischen Bergstadt Glashütte und ist dort 1634 als Berg- und Hüttenschreiber des Bergamtes erwähnt. Ab 1641 gehörte er dem Dresdner Rat an und übernahm 1654 das Amt des regierenden Bürgermeisters. Im Folgejahr verstarb er in Dresden und wurde dort in der Sophienkirche beigesetzt.
1633 beherbergte Voigt in seinem Haus am Dresdner Altmarkt den im Zuge der Gegenreformation aus Böhmen vertriebenen Günther von Bünau (1604–1659). Bünau gehörte einer alteingesessenen und weitverzweigten Adelsfamilie an und hatte zuvor in Tetschen (Děčín) gelebt. Neben seinem Stadthaus besaß Salomon Voigt auch ein Gartengrundstück vor dem Pirnaischen Tor.
Von seinem Vermögen stiftete er 1650 der St. Wolfgangs-Kirche in seiner Heimatstadt Glashütte eine  holzgeschnitzte Bergmannskanzel sowie die Verkleidung des Taufsteins und des Altars. Außerdem hinterließ er ein Legat von 150 Gulden zugunsten des Kantors dieser Kirche.

## Grabmal
Nach seinem Tod 1655 wurde Voigt in der Dresdner Sophienkirche beigesetzt. Das Grabmal befand sich in der südlichen Vorhalle und bestand aus einem Sandsteinblock mit 1,31 Meter Höhe und 58 cm Breite. Daneben befand sich das Grab seiner bereits 1639 mit nur 45 Jahren verstorbenen Ehefrau Sophie.